# Liste der Biografien/De K
Liste der Biografien |
Portal Biografien |
K Personensuche
# |
A |
B |
C |
D |
E |
F |
G |
H |
I |
J |
K |
L |
M |
N |
O |
P |
Q |
R |
S |
T |
U |
V |
W |
X |
Y |
Z |
?
 
Da |
Db |
Dc |
Dd |
De |
Dg |
Dh |
Di |
Dj |
Dk |
Dl |
Dm |
Dn |
Do |
Dq |
Dr |
Ds |
Du |
Dv |
Dw |
Dy |
Dz
 
De A |
De B |
De C |
De D |
De E |
De F |
De G |
De H |
De J |
De K |
De L |
De M |
De N |
De P |
De Q |
De R |
De S |
De T |
De V |
De W |
De Y |
De Z 

Dea |
Deb |
Dec |
Ded |
Dee |
Def |
Deg |
Deh |
Dei |
Dej |
Dek |
Del |
Dem |
Den |
Deo |
Dep |
Deq |
Der |
Des |
Det |
Deu |
Dev |
Dew |
Dex |
Dey |
Dez
Die Liste der Biografien führt alle Personen auf, die in der deutschsprachigen Wikipedia einen Artikel haben. Dieses ist eine Teilliste mit 35 Einträgen von Personen, deren Namen mit den Buchstaben „De K“ beginnt.

## De K

### De Ka
- De Karske, Karl (1915–2010), US-amerikanischer Jazz- und Studiomusiker
- De Kay, James Ellsworth (1792–1851), amerikanischer Zoologe

### De Ke
- De Keersmaeker, Anne Teresa (* 1960), belgische Choreografin und SolotänzerinAnne Teresa De Keersmaeker (* 1960)

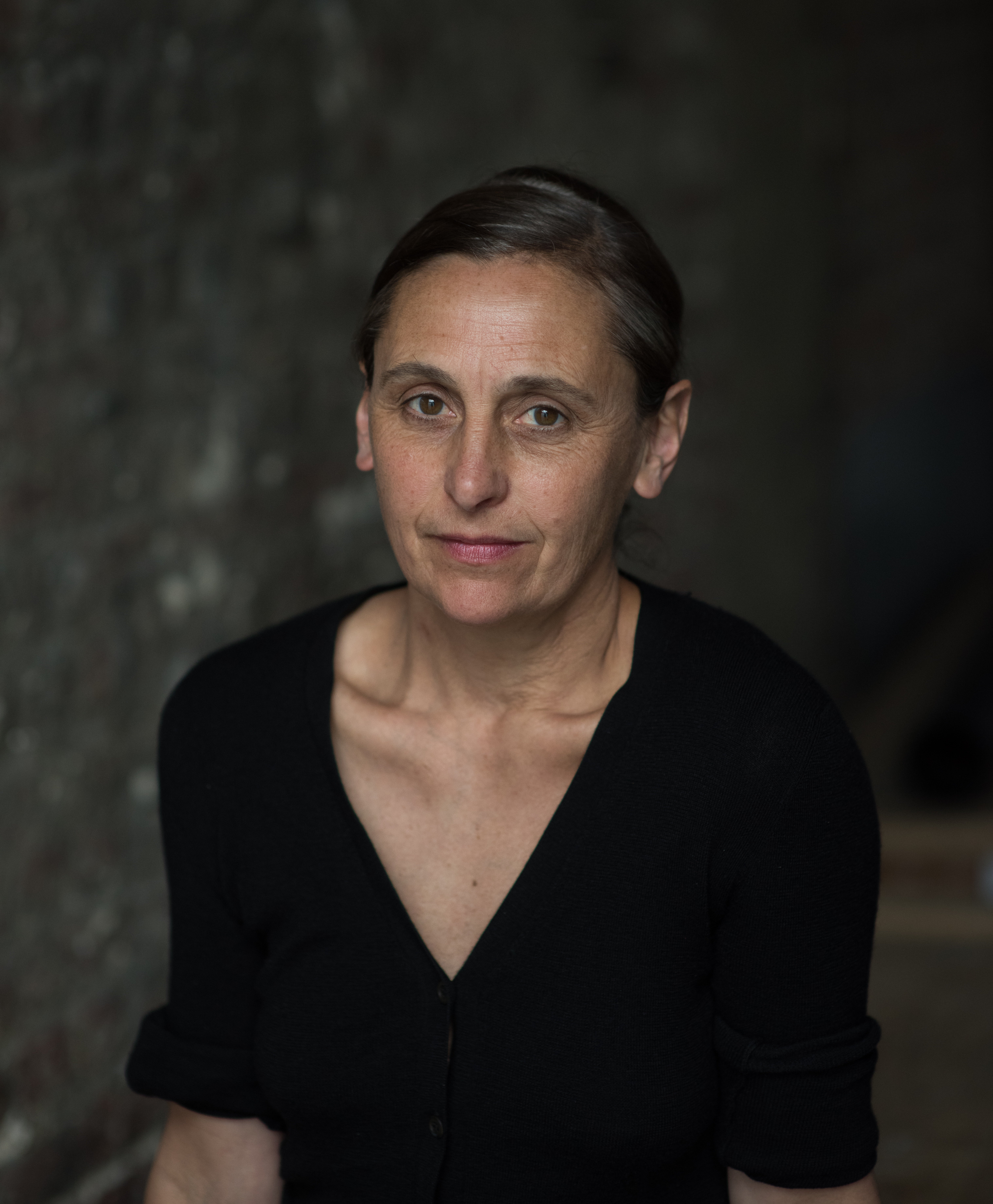
Anne Teresa De Keersmaeker (* 1960)

- De Keersmaeker, Paul (1929–2022), belgischer Politiker (CVP), MdEP
- De Kerchove de Denterghem, André (1885–1945), belgischer liberaler Politiker und Botschafter
- De Kerchove de Denterghem, Charles (1911–1983), belgischer Diplomat
- De Kerchove, Gilles (* 1956), belgischer Politiker
- de Kerle, Jacobus († 1591), franko-flämischer Komponist, Sänger und Kapellmeister der Renaissance
- De Kerpel, Nicolas (* 1993), belgischer Hockeyspieler
- De Kers, Robert (1906–1987), belgischer Jazzmusiker (Trompete, auch Vibraphon, Piano, Gesang) und Arrangeur
- de Kesel, Jozef (* 1947), belgischer Geistlicher, emeritierter römisch-katholischer Erzbischof von Mecheln-Brüssel
- De Kesel, Leo-Karel Jozef (1903–2001), belgischer katholischer Bischof
- De Ketelaere, Charles (* 2001), belgischer Fußballspieler
- De Ketele, Kenny (* 1985), belgischer Radrennfahrer
- De Keulenaer, Ludo (* 1960), belgischer Radrennfahrer
- De Keyser Paul (* 1957), belgischer Radrennfahrer
- De Keyser, Jan (* 1965), belgischer Privatbankier
- de Keyser, Nicaise (1813–1887), belgischer Maler
- De Keyser, Polydore (1832–1898), britischer Hotelier und Lord Mayor von London
- De Keyser, Raoul (1930–2012), belgischer abstrakter Künstler
- De Keyser, Véronique (* 1945), belgische Psychologin, Hochschullehrerin und Politikerin, MdEP
- De Keyzer, Carl (* 1958), belgischer Fotograf

### De Kl
- de Klijn, Thijs (* 1990), niederländischer Jazzmusiker (Gitarre, Komposition)

### De Kn
- de Knibber, Edmond (* 1875), belgischer Bogenschütze
- De Knijff, Martin (* 1972), schwedischer Pokerspieler
- de Knyff, Gaétan (1871–1933), belgischer Automobilrennfahrer

### De Ko
- de Koninck, Laurent-Guillaume (1809–1887), belgischer Chemiker und Paläontologe
- de Koninck, Lucien Louis (1844–1921), belgischer Chemiker
- De Kova, Frank (1910–1981), US-amerikanischer Schauspieler
- De Koven, Reginald (1859–1920), US-amerikanischer Komponist

### De Kr
- De Kremer, Raymundus Joannes (1887–1964), belgischer Schriftsteller
- De Kresz, Norah (1882–1960), englische Pianistin und Musikpädagogin
- De Kretser, David (* 1939), australischer Mediziner, Gouverneur von Victoria

### De Ku
- De Kuiper, Bill (1953–2022), US-amerikanischer Jazzmusiker (Gitarre)
- De Kunst, Sally (* 1974), belgische Kulturmanagerin und Kuratorin